# 黃英豪 (馬來西亞)
黃英豪（？—1890年），森美蘭芙蓉華人甲必丹，祖籍廣東東邑。

## 生平
漢學家傅吾康與陳鐵凡於1985年合編的《馬來西亞華文銘刻萃編》卷二有收錄黃英豪甲必丹、其兒子黃李逢和兒媳范氏的墓碑銘刻。根據墓碑，黃英豪來自廣東東邑（東莞縣），卒於光緒十六年（1890年），立碑者為其兒子、兒媳、孫兒與孫媳，墓碑刻有「甲必丹大人之墓」。此外，森美蘭鵝城（惠州）會館紀念碑有五位創設人之名，分別是盛大安甲必丹、鄧佑伯甲必丹、丘國安甲必丹、黃三伯甲必丹，以及吳長伯甲必丹。傅吾康與陳鐵凡推測黃三伯可能就是黃英豪。
此外，英人資料顯示芙蓉海山公司的人馬是由一名叫黃英（譯音，原文作Wong Ying）的甲必丹統領，勢力所及主要是廣府人和惠州客人，這名甲必丹在森美蘭已掌權超過三十年。學者王琛發推測黃英可能就是東邑的黃英豪。
2019年10月20日，黃英豪的墳墓再度被發現。美化李三路華人義山委員會主席張金祥在義山勘察時，發現黃英豪與其兒子和兒媳的墳墓，但誤認爲這是首度發現。